# 야마토후타미역
야마토후타미역(일본어: 大和二見駅, やまとふたみ)은 일본 나라현 고조시에 있는 서일본 여객철도의 철도역이다. 하시모토역에서 업무를 맡고 있는 무인역이며, 오지 철도부 관할권에 있다.

## 역 구조
1면 1선의 단식 승강장을 가진 지상역으로, 승강장이 곡선 구조로 되어 있다.

## 역세권 정보
- 나라현 요시노강 정화 센터

## 역사
- 1902년 6월 3일 - 고조 방면에서 이어지는 난와 철도와 하시모토 방면에서 이어지는 기와 철도의 접속역으로서 개업했다.
- 1904년 8월 27일 - 간사이 철도가 기와 철도를 인수했다.
- 1904년 12월 9일 - 간사이 철도가 난와 철도를 인수했다.
- 1907년 10월 1일 - 국유화에 따라 일본국유철도의 소속이 되었다.
- 1987년 4월 1일 - 민영화에 따라 서일본 여객철도의 소속이 되었다.

## 인접역
| 서일본 여객철도 와카야마 선 | 서일본 여객철도 와카야마 선 | 서일본 여객철도 와카야마 선 |
| --------------------------- | --------------------------- | --------------------------- |
| 고조 오지 방면              | ■ 와카야마 선               | 스다 와카야마 방면          |